# Hungarian Rhapsody: Queen Live in Budapest
Hungarian Rhapsody: Queen Live in Budapest — концертний фільм про виступ британського рок-гурту Queen у Будапешті 27 липня 1986 року, який відбувся в рамках їхнього туру The Magic Tour. Це був останній тур з оригінальним вокалістом Фредді Мерк'юрі. Queen був одним з небагатьох гуртів із Західної Європи, який під час Холодної війни дав концерт в одній з країн Східного блоку. 20 вересня 2012 року відбувся обмежений прокат фільму в кінотеатрах світу. 5 листопада 2012 року концерт вперше вийшов на DVD і Blu-Ray. Реліз відбувся в усьому світі за винятком США, де він вийшов наступного дня. Назва фільму являє собою гру слів між назвою концерту Угорські рапсодії композитора Ференца Ліста і одним з найзнаменитіших хітів Queen «Bohemian Rhapsody».

## Учасники гурту
- Фредді Мерк'юрі — вокал, фортепіано, електрогітара на «Crazy Little Thing Called Love»
- Браян Мей — акустична і електрична гітари, клавішні на «Who Wants to Live Forever», бек-вокал
- Роджер Тейлор — ударні, бубон, дует з провідним вокалом на «Under Pressure», бек-вокал
- Джон Дікон — бас-гітара, бек-вокал

Додаткові музиканти:
- Спайк Едні[en] — клавішні, фортепіано, ритм-гітара на «Hammer to Fall», бек-вокал

## DVD і Blu-ray
1. «One Vision» (Queen)
2. «Tie Your Mother Down» (Браян Мей)
3. «In the Lap of the Gods… Revisited» (Фредді Мерк'юрі)
4. «Seven Seas of Rhye» (Мерк'юрі)
5. «Tear It Up» (Мей)
6. «A Kind of Magic» (Роджер Тейлор)
7. «Under Pressure» (Queen, Девід Бові)
8. «Who Wants to Live Forever» (Мей)
9. «I Want to Break Free» (Джон Дікон)
10. «Guitar Solo» (Мей)
11. «Now I'm Here» (Мей)
12. «Love of My Life» (Мерк'юрі)
13. «Tavaszi Szél Vizet Áraszt» (традиційна)
14. «Is This the World We Created?» (Мерк'юрі, Мей)
15. «Tutti Frutti» (Літл Річард)
16. «Bohemian Rhapsody» (Мерк'юрі)
17. «Hammer to Fall» (Мей)
18. «Crazy Little Thing Called Love» (Мерк'юрі)
19. «Radio Ga Ga» (Тейлор)
20. «We Will Rock You» (Мей)
21. «Friends Will Be Friends» (Мерк'юрі, Дікон)
22. «We Are the Champions» (Мерк'юрі)
23. «Боже, бережи королеву» (традиційна, аранж. Мей)

- Додатково
  - Документальний Фільм Чарівний Рік

## CD-версія

### 1-й диск
1. «One Vision» (Queen)
2. «Tie Your Mother Down» (редагована на DVD і Blu-ray) (Мей)
3. «Sheer Heart Attack» (Мерк'юрі)
4. «Seven Seas of Rhye» (Мерк'юрі)
5. «Tear It Up» (Мей)
6. «A Kind of Magic» (Тейлор)
7. «Under Pressure» (Queen, Бові)
8. «Another One Bites the Dust» (опущена на DVD і Blu-ray) (Дікон)
9. «Who Wants to Live Forever» (Мей)
10. «I Want to Break Free» (edited on DVD and Blu-ray) (Дікон)
11. «Looks Like It's Gonna Be a Good Night» (опущена на DVD і Blu-ray) (Queen)
12. «Guitar Solo» (редагована на DVD і Blu-ray) (Мей)
13. «Now I'm Here» (Мей)

### 2-й диск
1. «Love of My Life» (редагована на DVD і Blu-ray) (Мерк'юрі)
2. «Tavaszi Szél Vizet Áraszt» (традиційна)
3. «Is This the World We Created?» (Мерк'юрі, Мей)
4. «(You're So Square) Baby I Don't Care» (опущена на DVD і Blu-ray) (Джеррі Лібер і Майк Столлер)
5. «Hello Mary Lou» (опущена на DVD і Blu-ray) (Джін Пітні[en])
6. «Tutti-Frutti» (редагована на DVD і Blu-ray) (Літтл Річард)
7. «Bohemian Rhapsody» (Мерк'юрі)
8. «Hammer to Fall» (Мей)
9. «Crazy Little Thing Called Love» (редагована на DVD і Blu-ray) (Мерк'юрі)
10. «Radio Ga Ga» (Тейлор)
11. «We Will Rock You» (Мей)
12. «Friends Will Be Friends» (Мерк'юрі, дікон)
13. «We Are the Champions» (Мерк'юрі)
14. «Боже, бережи королеву» (традиційна, аранж. Мей)

## Чарти
| Чарт (2012)                      | Найвище місце |
| -------------------------------- | ------------- |
| Австралійський чарт музичних DVD | 8             |
| Австрійський чарт музичних DVD   | 1             |
| Бельгійський чарт музичних DVD   | 1             |
| Данський чарт музичних DVD       | 6             |
| Нідерландський чарт музичних DVD | 10            |
| Італійський чарт музичних DVD    | 5             |
| Іспанський чарт музичних DVD     | 7             |
| Шведський чарт музичних DVD      | 8             |
| Швейцарський чарт музичних DVD   | 10            |

| Чарт (2012)                            | Найвище місце |
| -------------------------------------- | ------------- |
| Бельгійський (Валлонія) альбомний чарт | 90            |
| Нідерландський альбомний чарт          | 44            |
| Французький альбомний чарт             | 102           |
| Німецький альбомний чарт               | 23            |
| Угорський альбомний чарт               | 10            |
| Італійський альбомний чарт             | 29            |

## Сертифікати
| Регіон                                       | Сертифікація | Продажі |
| -------------------------------------------- | ------------ | ------- |
| Польща (ZPAV)                                | Платиновий   | 10 000* |
| *продажі, що базуються лише на сертифікаціях |              |         |